# Gampong Pande (Tanah Pasir)
Gampong Pande is een bestuurslaag in het regentschap Aceh Utara van de provincie Atjeh, Indonesië. Gampong Pande telt 942 inwoners (volkstelling 2010).